# Musée de la mine de Brassac-les-Mines
Puits Bayard
Le musée de la mine de Brassac-les-Mines est un musée consacré à l'histoire du bassin houiller de Brassac-les-Mines, il est installé dans la salle de la machine d'extraction du puits Bayard.

## Localisation
Le musée est situé au hameau Bayard sur le territoire de la commune de Brassac-les-Mines, dans le département du Puy-de-Dôme en région Auvergne-Rhône-Alpes.

## Organisation du bâtiment
Le musée est installé dans la salle de la machine d'extraction du puits Bayard. Des galeries sont reconstituées dans le soubassement bétonné de la machine. Sur le carreau de mine subsiste le chevalement métallique de 34 mètres, les bureaux, la salle des pendus et un terril.

L'intérieur.
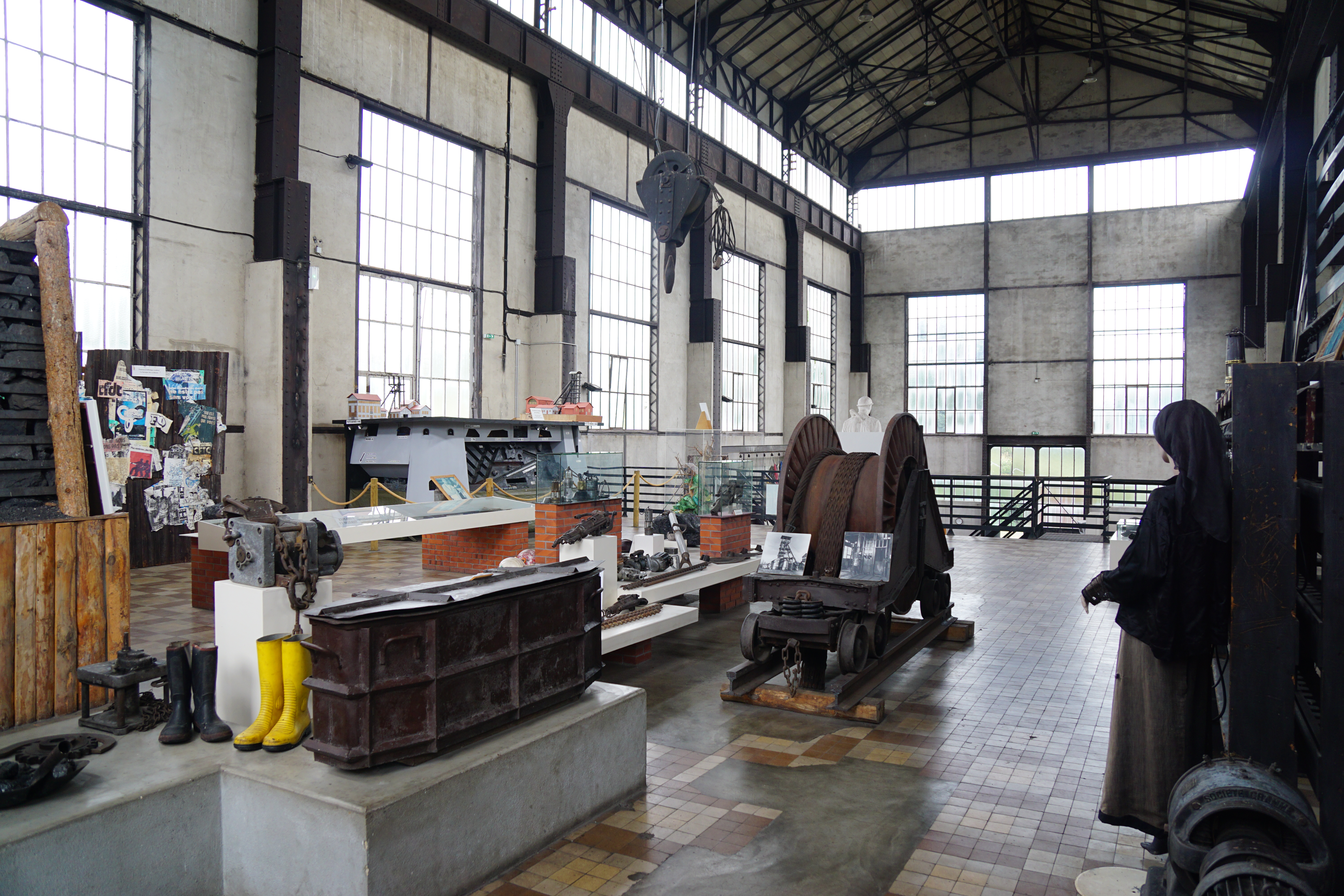
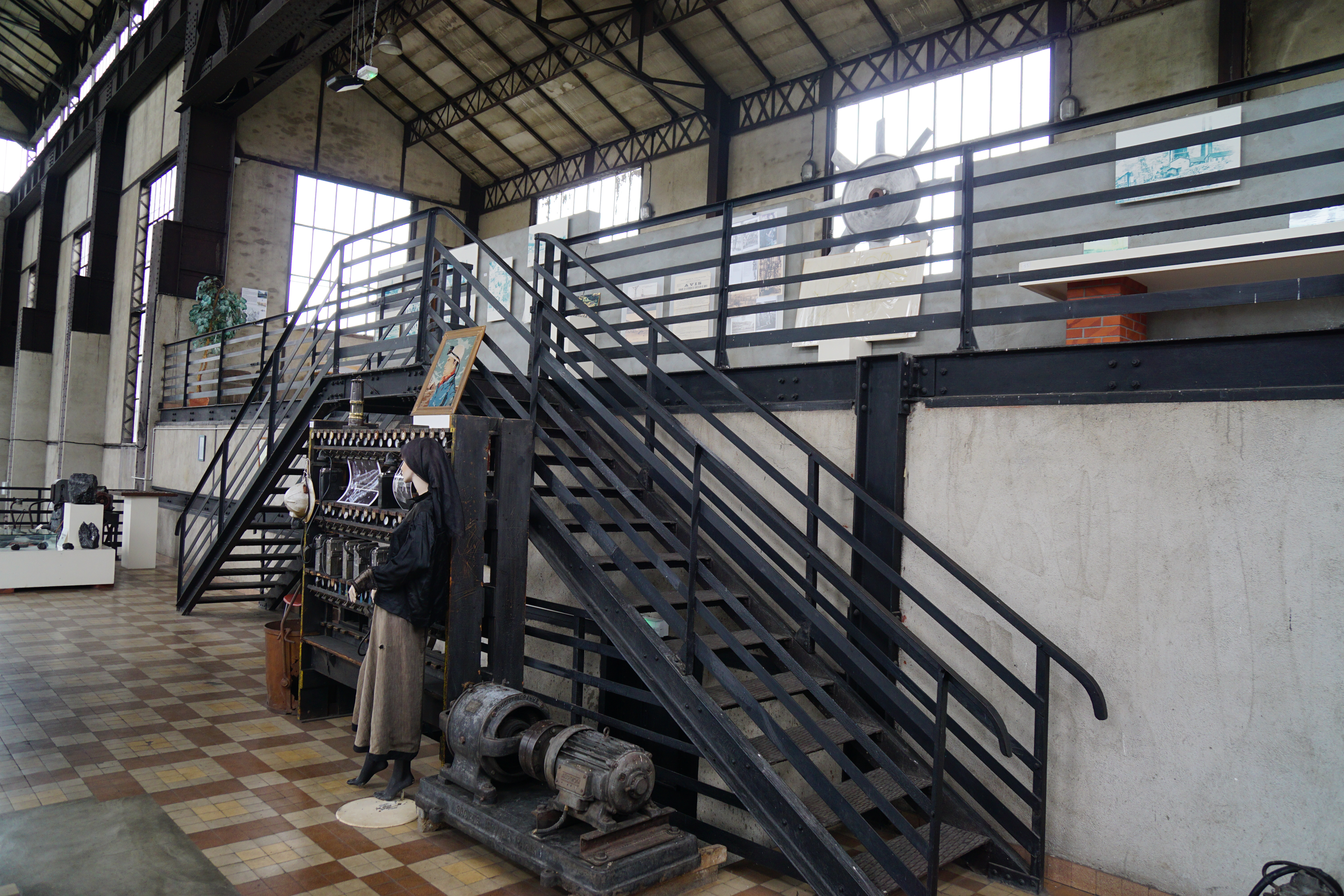

## Histoire

### Exploitation minière
Les mines de Brassac sont exploitées du XVIIe siècle au 28 juillet 1978. Le puits Bayard, foncé en 1924, est le dernier à fermer dans le bassin minier. Il a atteint une profondeur de 530 mètres.

### Musée
Le musée est ouvert en 1990 à l'initiative d'anciens mineurs.